# جشمة غازو (باقران)
جشمة غازو (بالفارسية: چشمه گزو) هي مستوطنة تقع في إيران في قسم باقران الريفي. يقدر عدد سكانها بـ 16 نسمة .